# Айбат (самоходный миномёт)
Айба́т (от каз. Айбат — грозный вид, устрашающий) — 120-мм самоходный миномёт, разработанный израильской компанией Солтам по заказу министерства обороны Казахстана для казахстанской армии.

## Описание
Самоходный миномет «Айбат» представляет собой модернизированный советский 120-мм миномёт 2Б11, снабжённый израильской противооткатной системой и комплексом CARDOM на шасси МТ-ЛБ или БТР-70. В состав последнего входят компьютеризированная система управления огнём и командования С2 и инерциальное навигационное оборудование, применение которых уменьшает время подготовки к открытию огня (до 30 секунд) и увеличивает вероятность попадания с первого выстрела. Скорострельность системы достигает 16 выстрелов в минуту.
Производство было освоено в 2008 году АО «Национальная компания „Казахстан Инжиниринг“» на Петропавловском заводе тяжелого машиностроения (АО «ПЗТМ»).
В дальнейшем, в ходе эксплуатации были выявлены конструктивные недостатки системы: после проведения показательных стрельб оказалось деформировано днище корпуса гусеничного тягача, на котором был установлен миномёт.

## Характеристики
- Вооружение: советский 120-мм возимый миномёт 2Б11 (модернизированный), 7,62-мм пулемёт Калашникова

## На вооружении
- Казахстан — до июня 2010 года было получено три батареи самоходных миномётов «Айбат»[3].